# Romance desmontável
Romance desmontável é aquele que pode ser lido em ordens diferentes em relação à tradicional, pois a sequência lógica não é imposta ao leitor. O conceito foi primeiramente concebido pelo escritor brasileiro Rubem Braga em relação ao romance Vidas Secas, de Graciliano Ramos, um bom exemplo de romance desmontável, visto que alguns dos capítulos podem ser lidos em diferentes ordens, sem prejudicar o entendimento da obra como um todo.